# Каратепа (Кашкадар'їнська область)
Каратепа (узб. Qoratepa, Қоратепа) — міське селище в Узбекистані, в Камашинському районі Кашкадар'їнської області.
Статус міського селища з 2009 року.